# رامین ناصرنصیر
رامین ناصرنصیر (زادهٔ ۱۰ اردیبهشت ۱۳۵۱) هنرپیشه ایرانی است.

## زندگی
رامین ناصرنصیر در سال ۱۳۵۱ در تهران زاده شد. پدر و مادر او اهل لاهیجان هستند و پس از ازدواج به تهران کوچ کردند. او فارغ‌التحصیل رشته تدوین از پردیس هنرهای زیبای دانشگاه تهران است. رامین ناصرنصیر پس از منع فعالیت بازیگری عوامل ساعت خوش در اواسط دهه هفتاد شمسی توسط وزارت ارشاد دوره مصطفی میرسلیم بالاجبار به کارگردانی، نویسندگی و منشی‌گری صحنه در فیلم های تجاری پرداخت.

## کار هنری
رامین ناصرنصیر کار تلویزیونی خود را از سال ۱۳۷۳ آغاز کرد و در این مدت در مجموعه‌های طنز تلویزیونی از جمله پلاک ۱۴، جنگ ۷۷، باجناغ‌ها، پشت کنکوری‌ها، و سه، پنج، دو ایفای نقش کرده‌است. وی هم‌چنین در مجموعه طنز قهوه تلخ نقش آقای بلوکات را به عهده داشت. رامین ناصرنصیر همچنین در چندین فیلم و سریال شبکه نمایش خانگی از جمله شهرزاد و شوخی کردم به هنرآفرینی پرداخته‌است.

## ترجمه
رامین ناصرنصیر به غیر از کار هنری، به ترجمه از زبان انگلیسی (بیشتر) و اسپانیایی (کمتر) نیز می‌پردازد. او زبان‌های فرانسوی، و ایتالیایی را نیز خوب می‌داند. رامین ناصرنصیر اولین کتاب خود را در سال ۱۳۷۷ دربارهٔ یک نمایشنامه منتشر کرد.
برخی ترجمه‌های ناصرنصیر:
- خاطرات جنگ خوک از آدولفو بیوئی کاسارس
- دلبستگی‌ها از Rodrigo Hasbún
- سمفونی درون بطری از Hugo Salcedo
- با تو نان و پیاز از خوزه گواردولوپه خیمنس کورونادو
- پابرهنه در پارک از نیل سایمون
- مهان انقلاب از کاترین کوب

## فیلم‌شناسی

### فیلم
| سال  | نام فیلم           | کارگردان                       |
| ---- | ------------------ | ------------------------------ |
| ۱۴۰۲ | پروین              | محمدرضا ورزی                   |
| ۱۴۰۰ | ماهان              | حمید شاه حاتمی                 |
| ۱۴۰۰ | ۲۸۸۸               | کیوان علی‌محمدی و علی‌اکبر حیدری |
| ۱۳۹۹ | عروس خیابان فرشته  | مهدی خسروی                     |
| ۱۳۹۵ | قهرمانان کوچک      | حسین قناعت                     |
| ۱۳۹۴ | رفقای خوب          | مجید قاری‌زاده                  |
| ۱۳۹۴ | آشوب               | کاظم راست‌گفتار                 |
| ۱۳۹۴ | مشکل گیتی          | بهرام کاظمی                    |
| ۱۳۹۴ | من و شارمین        | بیژن شیرمرز                    |
| ۱۳۹۳ | دزد و پری          | حسین قناعت                     |
| ۱۳۹۰ | مامان بهروز منو زد | عباس مرادیان                   |
| ۱۳۸۴ | خاطرات الاغ مهربان | مریم سعادت                     |
| ۱۳۸۰ | مربای شیرین        | مرضیه برومند                   |

### تلویزیون و نمایش خانگی
| سال       | عنوان مجموعه         | کارگردان                    | توضیحات                                    |
| --------- | -------------------- | --------------------------- | ------------------------------------------ |
| ۱۴۰۴      | اجل معلق             | عادل تبریزی                 | شبکه نمایش خانگی، فیلم نت و شیدا           |
| ۱۴۰۳–۱۴۰۲ | بوقچی                | حسن حبیب‌زاده                | شبکه ۳                                     |
| ۱۴۰۳      | دیو و ماه‌پیشونی ۲    | حسین قناعت                  | شبکه نمایش خانگی، نماوا                    |
| ۱۴۰۳      | چرخ گردون ۲          | جواد مزدآبادی               | شبکه ۲                                     |
| ۱۴۰۳      | مهیار عیار           | سید جمال سیدحاتمی           | شبکه ۳                                     |
| ۱۴۰۲      | چرخ گردون            | جواد مزدآبادی               | شبکه ۲                                     |
| ۱۴۰۲      | مدرسه جنگلی          | فرشید درخشان                | شبکه آموزش                                 |
| ۱۴۰۱      | آتش و باد            | مجتبی راعی                  | شبکه سه (تولید سیما فیلم) در نقش دکتر مصدر |
| ۱۴۰۱      | روزی روزگاری مریخ    | محسن چگینی، پیمان قاسم خانی | فیلیمو، نماوا                              |
| ۱۴۰۱      | دیو و ماه‌پیشونی      | حسین قناعت                  | فیلیمو، فیلم‌نت                             |
| ۱۴۰۱      | پلاک ۱۳              | آرش معیریان                 | شبکه ۳                                     |
| ۱۴۰۰      | بوتیمار              | علیرضا نجف‌زاده              | شبکه ۳                                     |
| ۱۴۰۰      | روزهای آبی           | محمدرضا حاجی غلامی          | شبکه ۵                                     |
| ۱۳۹۹      | کلبه عمو پورنگ       |                             | شبکه ۲                                     |
| ۱۳۹۹      | شبهای مافیا          | سعید ابوطالب                | فیلیمو                                     |
| ۱۳۹۹      | یکی بود ، یکی نبود   | مرضیه منصوری                | شبکه قرآن                                  |
| ۱۳۹۹      | بچه محل              | احمد درویشعلی پور           | شبکه ۲                                     |
| ۱۳۹۸      | موچین                | حسین تبریزی                 | شبکه نمایش خانگی                           |
| ۱۳۹۸      | در کنار هم           | داریوش جهانگیری             | شبکه ۲                                     |
| ۱۳۹۷      | افسانه هزارپایان     | شهاب عباسی                  | شبکه نسیم ۵۲ قسمت                          |
| ۱۳۹۷      | شش قهرمان و نصفی     | حسین قناعت                  |                                            |
| ۱۳۹۶      | روزهای بهتر          | محسن یوسفی                  | شبکه یک (اپیزود چادر گلدار)                |
| ۱۳۹۶      | گمشدگان              | رضا کریمی                   |                                            |
| ۱۳۹۶      | آشوب                 | کاظم راست‌گفتار              | شبکه نمایش خانگی                           |
| ۱۳۹۶      | شهرزاد ۲             | حسن فتحی                    | شبکه نمایش خانگی                           |
| ۱۳۹۴      | شهرزاد               | حسن فتحی                    | شبکه نمایش خانگی                           |
| ۱۳۹۴      | معمای شاه            | محمدرضا ورزی                |                                            |
| ۱۳۹۴      | دست نزن جیزه         | امیر غفارمنش                | فیلم ویدئویی                               |
| ۱۳۹۴      | عطسه                 | مهران مدیری                 | شبکه نمایش خانگی                           |
| ۱۳۹۴      | قاب خاطره            | محمدحجت ذیجودی              |                                            |
| ۱۳۹۳      | در حاشیه             | مهران مدیری                 |                                            |
| ۱۳۹۲      | شوخی کردم            | مهران مدیری                 | شبکه نمایش خانگی                           |
| ۱۳۹۱      | لبخند در مراسم ترحیم |                             | فیلم ویدئویی                               |
| ۱۳۹۱      | قهوه تلخ             | مهران مدیری                 | شبکه نمایش خانگی                           |
| ۱۳۹۰      | کلاغ پر، دلفین پر    |                             | فیلم ویدئویی                               |
| ۱۳۹۰      | خانه اجاره‌ای         | رامین ناصرنصیر              |                                            |
| ۱۳۹۰      | تقصیر آستینم بود     |                             | فیلم ویدئویی                               |
| ۱۳۹۰      | سه، پنج، دو          | حسین سهیلی زاده             | شبکه ۵                                     |
| ۱۳۸۹      | زن بابا              | سعید آقاخانی                |                                            |
| ۱۳۸۷      | تله فیلم خاطرات فردا | حمیدرضا حافظی               | شبکه ۱                                     |
| ۱۳۸۷      | مسافر زمان ۲         | مسعود نوابی                 |                                            |
| ۱۳۸۷      | خرده ستمگران         | مسعود شاه‌محمدی              |                                            |
| ۱۳۸۵      | کتاب‌فروشی هدهد       | مرضیه برومند                |                                            |
| ۱۳۸۴      | باجناغ‌ها             | فرهاد آئیش                  |                                            |
| ۱۳۸۴      | مرده متحرک           | رضا کریمی                   |                                            |
| ۱۳۸۳      | او مثبت              | علی شاه حاتمی               |                                            |
| ۱۳۸۲      | عروس                 | پویان طایفه                 |                                            |
| ۱۳۸۱      | دیروز، امروز، فردا   | مسعود شاه محمدی             |                                            |
| ۱۳۸۱      | در کنار هم           | فتحعلی اویسی                |                                            |
| ۱۳۸۱      | پشت کنکوری‌ها         | پریسا بخت آور               |                                            |
| ۱۳۸۰      | یادداشت‌های کودکی     | پریسا بخت آور               |                                            |
| ۱۳۸۰      | زیر آسمان شهر        | مهران غفوریان               | در نقش دوست بهروز                          |
| ۱۳۸۰      | پلیس آسمانی          | فرشته صدر عرفایی            |                                            |
| ۱۳۸۰      | روزهای آرزو          | شاهرخ حمیدی مقدم            |                                            |
| ۱۳۸۰      | رفوزه                | مرضیه محبوب                 |                                            |
| ۱۳۷۹–۱۳۸۰ | چراغ جادو            | همایون اسعدیان              | شبکه ۱                                     |
| ۱۳۷۹      | داستان‌های نوروز      | مرضیه برومند                |                                            |
| ۱۳۷۹      | پلاک ۱۴              | مهران مدیری                 | شبکه ۳                                     |
| ۱۳۷۹      | نوروزی‌ها             | بهروز بقایی                 |                                            |
| ۱۳۷۸      | ورثه آقای نیکبخت     | مرضیه برومند                |                                            |
| ۱۳۷۸      | ببخشید شما           | مهران مدیری                 | شبکه ۳                                     |
| ۱۳۷۷      | جنگ ۷۷               | مهران مدیری                 | شبکه ۳                                     |
| ۱۳۷۷      | هتل                  | مرضیه برومند                |                                            |
| ۱۳۷۶      | نوروز ۷۷             | مهران مدیری                 | شبکه ۱                                     |
| ۱۳۷۴      | پرده عجایب           | داریوش مؤدبیان              |                                            |
| ۱۳۷۴      | سال خوش              | مهران مدیری                 | شبکه ۲                                     |
| ۱۳۷۳      | ساعت خوش             | مهران مدیری                 | شبکه ۲                                     |
| ۱۳۷۲      | پرواز ۵۷             | مهران مدیری                 | شبکه ۱                                     |

### نمایش
- طناب، نصیر ملکی‌جو، سالن ناظرزاده کرمانی، ۱۳۹۷
- مجلس ضربت زدن، محمد رحمانیان، تئاتر شهر، ۱۳۹۵[۱۲]
- چمدان، فرهاد آئیش، تئاترشهر، ۹۵[۱۳]-۱۳۹۴
- باغ آلبالو، آتیلا پسیانی، تئاترشهر-سالن چهارسو، ۱۳۹۴[۱۴]
- هیپوفیز، کورش نریمانی، تالار شمس، ۱۳۹۴[۱۵]
- نمایش اسپانیایی، شیوا اردویی، فرهنگسرای نیاوران، ۱۳۹۳[۱۶]
- ترانه‌های محلی، محمد رحمانیان، تئاتر شهر، ۱۳۹۳[۱۷]
- مسخ، نصیر ملکی‌جو، سالن حافظ، ۱۳۹۳[۱۸]
- رویاهای رام نشده، ایوب آقاخانی، تماشاخانه سنگلج، ۱۳۹۱[۱۹]
- کرگدن، فرهاد آئیش، تئاتر شهر، ۱۳۸۷

### کارگردانی
- خانه اجاره ای (سری نخست) (۱۳۹۰)

### منشی صحنه
- چشم عقاب (۱۳۷۶)
- عقرب (۱۳۷۵)

## برگردان
- اشک‌های آبی، اشک‌های زرد، مترجمان: رامین ناصرنصیر، غسان حمدان، شاعر: محمدالماغوط، نشر: مروارید، تهران، (۱۳۹۵). غسان حمدان مدعی است که رامین ناصرنصیر زبان عربی نمی‌داند و در این برگردان هیچ نقشی نداشته‌است.[۲۰][۲۱]

پرنده‌ای نیست، درخت می‌خواند، مترجمان: رامین ناصرنصیر، خوسه گوادالوپه، خیمنس کورونادو، نویسنده: ساموئل اورتگا، نشر: نیلا، تهران، (۱۳۸۳)